# Nudo Prusik

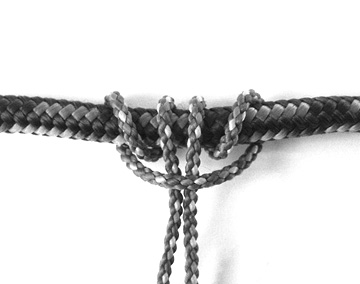
Nudo Prusik.

Un nudo Prusik es una atadura de fricción o nudo utilizado para anudar un lazo alrededor de una soga. Se utiliza en escalada, barranquismo, montañismo, espeleología y por arboricultores. A veces el término se utiliza para referirse a cualquier tipo de atadura o dispositivo que pueda agarrarse a una soga. 
La atadura Prusik ha sido denominada en honor a su inventor, el montañero austríaco Karl Prusik. Se presentó en un manual de montañismo austríaco de 1931 sobre ascensión con sogas. Fue utilizado en varias rutas de escalada de esa época para ascender el recorrido final a la cumbre, principalmente en aquellos casos en que se podía arrojar una soga por encima de la cumbre y anclarla de manera que los montañistas pudieran alcanzar la cumbre agarrándose al prusik por el otro extremo de la soga.
Un prusik fabricado con una soga no daña la soga a la cual está fijado, aunque cierto tipo de prusiks mecánicos pueden producir daños, especialmente si el dispositivo se desliza sobre la soga.